# Mystery Solvers Club State Finals
Chapter 14: Mystery Solvers Club State Finals (Capítulo 14: Finales del Club de Misterios por Resolver en América Latina, y La Gran final de los Caza-misterios en España), es el décimo quinto episodio de la primera temporada de la serie de televisión animada Scooby-Doo! Misterios, S. A..
El guion principal fue elaborado por Mitch Watson, mientras Joey Mason se encargó de dibujar el guion gráfico, y Victor Cook estuvo a cargo de la dirección general. El episodio fue producido por la compañía Warner Bros. Animation, a manera de secuela de la serie original de Hanna-Barbera Productions, Scooby-Doo ¿dónde estás? (1969).
Se estrenó oficialmente en los Estados Unidos el 03 de mayo de 2011 por Cartoon Network. En Hispanoamérica y Brasil, el episodio se estrenó oficialmente el 05 de junio de 2011 a las 17:00 a través de Cartoon Network.

## Argumento
Enfermo con una fuerte gripe y alta temperatura, Scooby-Doo se ve obligado a reposar en cama por su enfermedad, afectando personalmente a todos, pero sobre todo a Fred, quien quiere asistir al campeonato final de clubes de Misterios por Resolver, que se llevará a cabo al día siguiente en la secundaria Gruta de Cristal. Todos acuerdan no ir a la competencia,Lo que deprime aún más a Fred,(que se va a otro sitio a desahogarse fuera de cámara,pero solo se escucha sus quejas y se ve cómicamente el movimiento de su sombra) debido a que  no pueden asistir sin un «ayudante». Después de ser dejado por los chicos para descansar, Scooby se deprime porqué todos lo consideran un simple asistente y después cae dormido y empieza a soñar. En su fantasía Scooby se ha recuperado de su resfriado y baja para ver a sus amigos (que están animados en sus respectivos diseños originales de 1969) y todos, al ver que su compañero se ha recuperado, suben a la Máquina del Misterio para asistir al campeonato. Al llegar, los chicos descubren con sorpresa que su competencia no son más que pandillas de chicos similares a ellos: Scooby, con asombro, se presenta con el tiburón Mandibulín, El fantasma revoltoso, El superveloz Buggy Buggy y el Capitán Cavernícola .

La directora Quinlan se acerca para anunciar a los participantes, diciendo que todos los que se dedican a resolver misterios en Gruta de Cristal están allí, además de contar con la presencia de la DJ Angel Dynamita. La directora se prepara para nombrar a los campeones. Pero de la nada aparece un espectro de fuego con cara de calavera llamado El Señor Infernicus, irrumpiendo la ceremonia y secuestrando a todos los humanos de la sala con excepción de Dynamita y la directora Quinlan. Infernicus les propone a las mascotas de la pandilla resolver el misterio antes de la medianoche y, para evitar la intromisión de la policía, anuncia que las comunicaciones han sido cortadas y amenaza con aniquilar a los muchachos si no se cumplen sus condiciones.

Angel Dinamita y la directora Quinlan van a bordo del Buggy Veloz a la antena para restablecer las comunicaciones de la ciudad, pero son atacados por El Señor Infernicus que los derrota fácilmente. Advertidos que el espíritu no permitirá ninguna otra intervención, deciden ayudar a Scooby y al resto. En tanto, Scooby y los demás siguen rastros de cenizas que los guían hasta un laboratorio donde descubren que todos los muchachos al parecer han sido convertidos en Hámsteres. Scooby no se fía de que los animales sean los muchachos, cuya opinión es reprochada por el fantasma revoltoso quien se separa del grupo para ir a la biblioteca y cambiar a los chicos de su pandilla.

Poco después de separarse, El Señor Infernicus reaparece ante el resto de los héroes, advirtiéndoles de renunciar antes de que sea muy tarde. Angel, la directora y el Buggy Veloz llegan con Scooby, Mandibulín y el capitán cavernícola, pero no saben el paradero del ánima. Entonces hallan un documento dejado atrás por Infernicus, el cual Scooby lee (ya que ni Mandibulín ni el Capitán pueden leer), y se dirigen a interceptar al espectro que está a punto de huir de la ciudad en un barco cisterna de carga.

Mandibulín y el capitán Cavernícola usan sus habilidades para detener el barco. Pero Infernicus trata de escapar en un camión, iniciando una nueva persecución en la que Scooby junto al Buggy Veloz atrapan al demonio y rescatan a todos los adolescentes. El Señor Infernicus resulta ser ¡El Fantasma Revoltoso!, cuya intención era convertirse en el líder de su pandilla; pues, siendo él un importante y refinado miembro de la alta sociedad del siglo XIX, no soportaba solo ser su ayudante. Para lograr su cometido sin que nadie sospechara, el fantasma creó al Señor Infernicus con humo, una voz pregrabada y fuegos artificiales, puso a los Hámsteres en la escuela para confundir al resto de los participantes y poder escapar con los chicos secuestrados a África, incluyendo a su gato Boo. El gato molesto por la traición de su dueño, lo ataca.

Todos los ayudantes son felicitados, porque, por una vez, resolvieron el misterio por sí solos. Luego de oír los aplausos, Scooby cae al suelo y se siente mal, despertando de su sueño, el cual le cuenta a los chicos. Estos le dicen que cancelaron el campeonato, pues ninguno de ellos podría ir sin él. Es entonces cuando el gran danés se da cuenta de que él no es solo un ayudante para sus amigos, si no parte de su familia. El encargado de las finales llega para ver si Scooby está bien, pero el gran danés se asusta y huye aterrado, pues el encargado tiene un rostro y una voz muy familiar a la del fantasma revoltoso.